# بیگ‌داگ
بیگ‌داگ (انگلیسی: BigDog)، یک روبات چهارپای پایدار دینامیکی است که در سال ۲۰۰۵ توسط بوستون داینامیکس، فوستر-میلر، آزمایشگاه پیشرانه جت ناسا و دانشگاه هاروارد ساخته شده است.
بیگ‌داگ دارای ۹۱ سانتی‌متر طول، ۷۶ سانتی‌متر ارتفاع و ۱۱۰ کیلوگرم وزن بوده و تقریباً به اندازه یک قاطر کوچک است. این روبات، قادر است در زمین‌های دشوار با سرعت ۶،۴ کیلومتر بر ساعت پیمایش کرده و ۱۵۰ کیلوگرم بار را در مسیرهایی با شیب ۳۵ درجه با خود حمل کند.
حرکت این ربات چهارپا، به وسیله یک کامپیوتر نصب شده بر روی آن کنترل می‌شود که داده‌های ورودی به آن از طریق حسگرهای مختلفی که روی روبات نصب شده است، به آن منتقل می‌گردند. جهت‌یابی و حفظ تعادل آن نیز توسط این سیستم کنترل، مدیریت می‌شود.